# Люксембург на «Евровидении-1962»
Люксембург принял участие в Евровидении 1962 в качестве принимающей страны. Её на конкурсе представил Камилло Фельген с песней «Petit bonhomme», выступавший под номером 14. В этом году страна получила 11 баллов и заняла 3 место. Комментатором конкурса от Люксембурга в этом году стал Жак Навадик.

## Страны, отдавшие баллы Люксембургу
Каждый член жюри мог распределить 6 очков: 3 — лучшей песне, 2 — второй и 1 — третьей. Песня с наибольшим количеством очков получала 3 очка, со вторым результатом — 2 очка, с третьим — одно очко: это считалось окончательным голосом и объявлялось как часть «Голоса Европейского жюри».
| Отдали Люксембургу…    | Отдали Люксембургу… |
| 3 балла                | 1 балл              |
| ---------------------- | ------------------- |
| Бельгия Испания Монако | Австрия Швейцария   |

## Страны, получившие баллы от Люксембурга
| 3 балла | Монако  |
| 2 балла | Италия  |
| 1 балл  | Франция |